# George Briggs (Politiker)

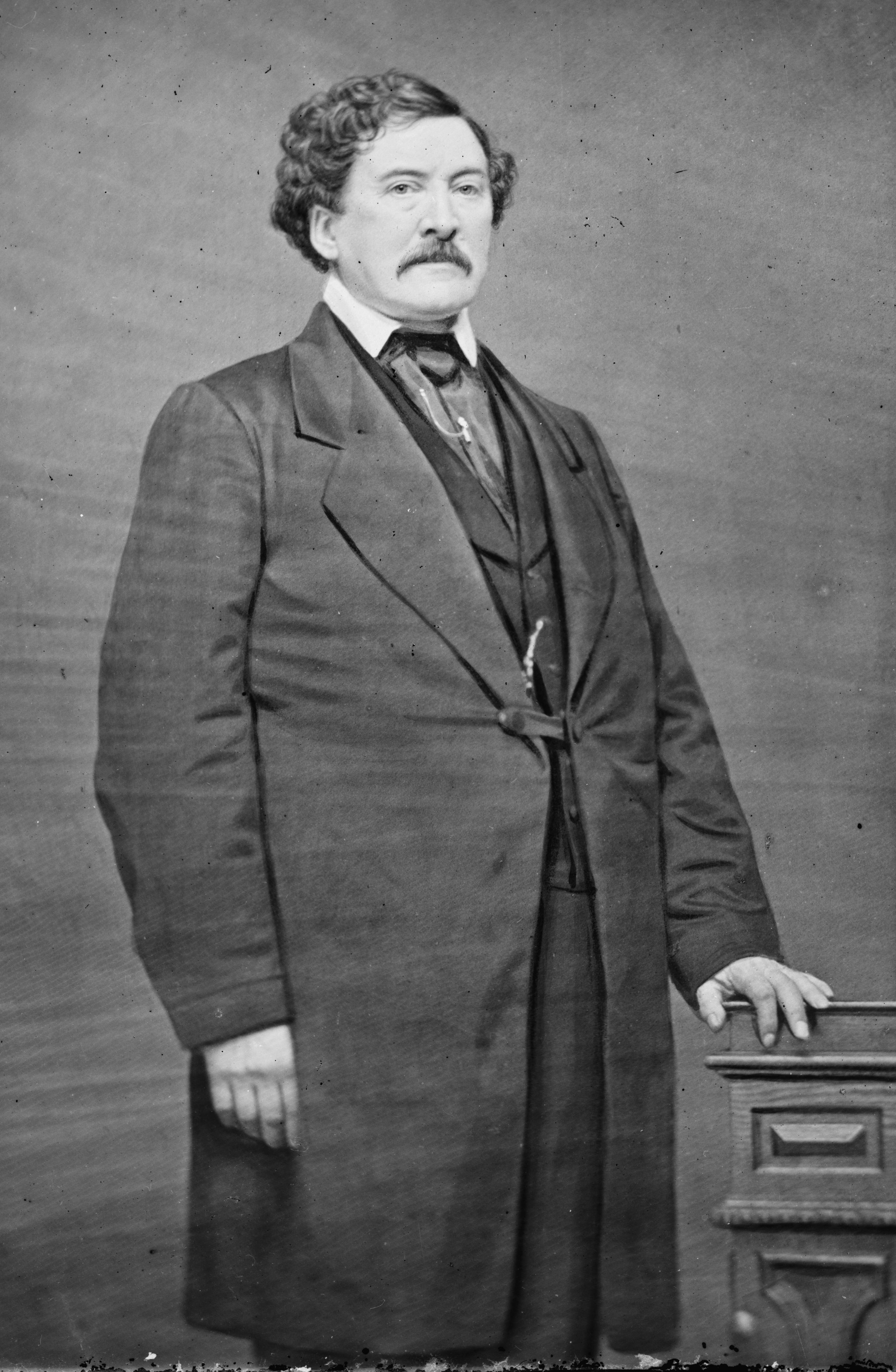
George Briggs

George Briggs (* 6. Mai 1805 bei Broadalbin, New York; † 1. Juni 1869 in Saratoga Springs, New York) war ein US-amerikanischer Politiker. Er vertrat zwischen 1849 und 1853 sowie zwischen 1859 und 1861 den Bundesstaat New York im US-Repräsentantenhaus.

## Werdegang
George Briggs wurde ungefähr sieben Jahre vor dem Ausbruch des Britisch-Amerikanischen Krieges bei Broadalbin geboren. Seine Familie zog 1812 nach Vermont und ließ sich in Bennington nieder. Er besuchte dort öffentliche Schulen. Danach war er als Händler für Eisenwaren (hardware) tätig. 1837 saß er im Repräsentantenhaus von Vermont. Im folgenden Jahr kehrte er nach New York zurück und ließ sich in New York City nieder, wo er weiter als Händler tätig war.
Politisch gehörte er zu jener Zeit der Whig Party an. Bei den Kongresswahlen des Jahres 1848 wurde er im fünften Wahlbezirk von New York in das US-Repräsentantenhaus in Washington, D.C. gewählt, wo er am 4. März 1849 die Nachfolge von Frederick A. Tallmadge antrat. Er wurde einmal wiedergewählt. Da er auf eine erneute Kandidatur im Jahr 1852 verzichtete, schied er nach dem 3. März 1853 aus dem Kongress aus. Nach der Gründung der Republikanischen Partei schloss er sich dieser an. Er kandidierte im Jahr 1858 im siebten Wahlbezirk von New York erneut für einen Kongresssitz. Nach einer erfolgreichen Wahl trat er am 4. März 1859 die Nachfolge von Elijah Ward an. Da er auf eine erneute Kandidatur im Jahr 1860 verzichtete, schied er nach dem 3. März 1861 aus dem Kongress aus. Als Kongressabgeordneter hatte er den Vorsitz über das Committee on Revolutionary Claims (36. Kongress).
Nach dem Ende seiner Amtszeit nahm er 1866 als Delegierter an der Union National Convention in Philadelphia teil. Briggs verstarb am 1. Juni 1869 in seinem Sommerhaus „Woodlawn“ in Saratoga Springs. Sein Leichnam wurde auf dem Green-Wood Cemetery in der damals noch eigenständigen Stadt Brooklyn beigesetzt.